# Kuba, meine Liebe
Kuba, meine Liebe (russisch Куба - любовь моя / Kuba - ljubow moja, wiss. Transliteration Kuba - ljubov' moja) ist ein russisches Lied aus der Sowjetzeit, das 1962 von Alexandra Pachmutowa in Bezug auf die kubanische Revolution und den Besuch Fidel Castros in Bratsk zur Zeit der Raketenkrise im Oktober 1962 komponiert wurde. Die russischen Texte stammen von Nikolai Dobronrawow und Sergei Grebennikow. Im sowjetischen Fernsehen wurde es erstmals von Iossif Kobson vorgetragen, später von Müslüm Maqomayev und jahrzehntelang von zahlreichen sowjetischen Interpreten.
Der Sänger Kobson hatte einen denkwürdigen Auftritt in der Sendung Das kleine blaue Licht, der bekanntesten Neujahrsshow der Sowjetunion, wo er das Lied verkleidet als Che Guevara, mit falschem Bart und einem Sturmgewehr in den Händen präsentierte.

## Auszüge aus denErinnerungenvon Alexandra Pachmutowa
| ...Oder das Lied „Kuba, meine Liebe“ ist ein Lied über unsere Freundschaft mit den Menschen auf der „Insel der Freiheit“. Es wurde in den Tagen geschrieben, als das heldenhafte Volk von Kuba, das gerade begonnen hatte, ein neues Leben aufzubauen, von der Gefahr einer neuen Intervention bedroht war. Ich habe versucht, dem Lied einen mutigen Charakter zu geben und gleichzeitig seine nationale Note zu betonen. Daher ähnelt die Melodie des Marsches und der Parade einer Gitarrenbegleitung im Rhythmus charakteristischer kubanischer Tänze. |